# Rhaebo caeruleostictus
Rhaebo caeruleostictus är en groddjursart som först beskrevs av Günther 1859.  Rhaebo caeruleostictus ingår i släktet Rhaebo och familjen paddor. IUCN kategoriserar arten globalt som starkt hotad. Inga underarter finns listade i Catalogue of Life.